# Пещерен паяк
Пещерните паяци (Meta menardi) са вид паякообразни от семейство Tetragnathidae.
Таксонът е описан за пръв път от Пиер-Андре Латрей през 1804 година.